# Slowakische Badmintonmeisterschaft 1999
Die Slowakische Badmintonmeisterschaft 1999 war die siebente Auflage der Titelkämpfe im Badminton in der Slowakei. Sie fand vom 24. bis zum 25. April 1999 in Žilina statt. 

## Medaillengewinner
| Disziplin    | Gold                                                                  | Silber                                                                    | Bronze                                                                   |
| ------------ | --------------------------------------------------------------------- | ------------------------------------------------------------------------- | ------------------------------------------------------------------------ |
| Herreneinzel | Marián Šulko (Spoje Bratislava)                                       | Lukáš Klačanský (CEVA Trenčín)                                            | Vladimír Turlík (Slávia TU Košice)                                       |
| Herreneinzel | Marián Šulko (Spoje Bratislava)                                       | Lukáš Klačanský (CEVA Trenčín)                                            | Ján Fiľ (Lokomotíva Košice)                                              |
| Dameneinzel  | Kvetoslava Orlovská (BC Prešov)                                       | Gabriela Zabavníková (Lokomotíva Košice)                                  | Eva Sládeková (CEVA Trenčín)                                             |
| Dameneinzel  | Kvetoslava Orlovská (BC Prešov)                                       | Gabriela Zabavníková (Lokomotíva Košice)                                  | Barbora Bobrovská (Slávia TU Košice)                                     |
| Herrendoppel | Pavel Mečár (Slávia ŽU Žilina) Marián Šulko (Spoje Bratislava)        | Lukáš Klačanský (CEVA Trenčín) Michal Matejka (CEVA Trenčín)              | Ľubomír Čechovský (Slávia TU Košice) Bohumil Kašela (Slávia TU Košice)   |
| Herrendoppel | Pavel Mečár (Slávia ŽU Žilina) Marián Šulko (Spoje Bratislava)        | Lukáš Klačanský (CEVA Trenčín) Michal Matejka (CEVA Trenčín)              | Roland Kitt (Spoje Bratislava) Ivan Piovarči (CEVA Trenčín)              |
| Damendoppel  | Barbora Bobrovská (Slávia TU Košice) Alexandra Felgrová (Benni Nitra) | Katarína Ballonová (CEVA Trenčín) Eva Sládeková (CEVA Trenčín)            | Kvetoslava Orlovská (BC Prešov) Gabriela Zabavníková (Lokomotíva Košice) |
| Damendoppel  | Barbora Bobrovská (Slávia TU Košice) Alexandra Felgrová (Benni Nitra) | Katarína Ballonová (CEVA Trenčín) Eva Sládeková (CEVA Trenčín)            | Zuzana Guldanová (Spoje Bratislava) Mariánna Kojšová (Slávia Trnava)     |
| Mixed        | Pavel Mečár (Slávia ŽU Žilina) Barbora Bobrovská (TU Košice)          | Martin Balko (Lokomotíva Košice) Gabriela Zabavníková (Lokomotíva Košice) | Lukáš Klačanský (CEVA Trenčín) Katarína Ballonová (CEVA Trenčín)         |
| Mixed        | Pavel Mečár (Slávia ŽU Žilina) Barbora Bobrovská (TU Košice)          | Martin Balko (Lokomotíva Košice) Gabriela Zabavníková (Lokomotíva Košice) | Michal Matejka (CEVA Trenčín) Eva Sládeková (CEVA Trenčín)               |